# Тройченков Леонід Леонідович
Тройченков Леонід Леонідович  (25 лютого 1968 — 10 серпня 1987) — радянський військовик, учасник афганської війни. Посмертно нагороджений орденом Червоної зірки.

## Біографія
Тройченков Леонід Леонідович народився 25 лютого 1968 року в селі Українське Вовчанського району Харківської області в українській селянській сім'ї. Навчався у Липковатівському радгоспі-технікумі механізації сільського господарства Нововодолазького району. До Збройних сил СРСР його призвали 16 квітня 1986 року Нововодолазьким РВК Харківської області. З серпня 1986 року в Афганістані.
Служив рядовим в танковому батальйоні 682-го мотострілецького полку 108-ї мотострілецької дивізії. Брав участь у дев'яти бойових операціях, за іншими даними у десяти. Загинув 10 серпня 1987 року в результаті обстрілу виносного поста в районі кишлаку Лагман провінції Парван. Похований у селі Пільна.
У «Книзі Пам'яті про радянських воїнів» Леоніда Тройченкова характеризували як сміливого та рішучого.
Леоніда Тройченкова кілька разів згадує у своїх мемуарах, його командир, Сергій Погодаєв.

## Нагороди
- орден Червоної Зірки (посмертно)
- медаль «За бойові заслуги»

## Пам'ять
- Його ім'я викарбуване на одній з плит Меморіального комплексу пам'яті воїнів України, полеглих в Афганістані у Києві[5].
- Його ім'я викарбуване на одній з плит Меморіалу пам'яті воїнів-інтернаціоналістів у Харкові[6].
- Його ім'ям була названа вулиця у селі Пільна[7].
- Меморіальний знак у Залінійному[2].